# گراهام کراس
گراهام کراس (انگلیسی: Graham Cross؛ زادهٔ ۱۵ نوامبر ۱۹۴۳) بازیکن فوتبال اهل بریتانیا است.
از باشگاه‌هایی که در آن بازی کرده‌است می‌توان به باشگاه فوتبال پرستون نورث اند، باشگاه فوتبال چسترفیلد، باشگاه فوتبال لینکولن سیتی، باشگاه فوتبال برایتون اند هوو آلبیون، و باشگاه فوتبال لستر سیتی اشاره کرد.